# Neue Kräme
Die Neue Kräme ist eine wichtige Straße in der Altstadt von Frankfurt am Main. Sie verbindet in Süd-Nord-Richtung zwei bedeutende Plätze, den Römerberg und den Liebfrauenberg mit der markanten Liebfrauenkirche. Ihre nördliche Fortsetzung, die Liebfrauenstraße, führt seit 1855 zur Einkaufsstraße Zeil und zur Hauptwache. Vor diesem Straßendurchbruch gab es entlang der ehemaligen Staufenmauer zwischen der Friedberger Pforte und der Bockenheimer Pforte (nahe der Katharinenkirche) keine Verbindung zwischen Altstadt und Neustadt.

## Lage
Innerhalb der dicht bebauten Altstadt gehörte die Neue Kräme zu den drei wichtigsten Nord-Süd-Verbindungen. Sie verband die beiden größten Plätze in der Altstadt, den Liebfrauenberg mit dem Römerberg und weiter mit dem südlich davon gelegenen Fahrtor am Mainufer und dem dortigen Hafen. Die anderen Nord-Süd-Verbindungen waren die östlich des Doms verlaufende Fahrgasse, die von der Bornheimer Pforte nahe der heutigen Konstablerwache zur Mainbrücke verlief, sowie der westlich gelegene Kornmarkt zwischen der Bockenheimer Pforte (nach der später dort errichteten Kirche dann auch Katharinenpforte genannt) und dem Leonhardstor neben der Leonhardskirche am Main.

## Geschichte

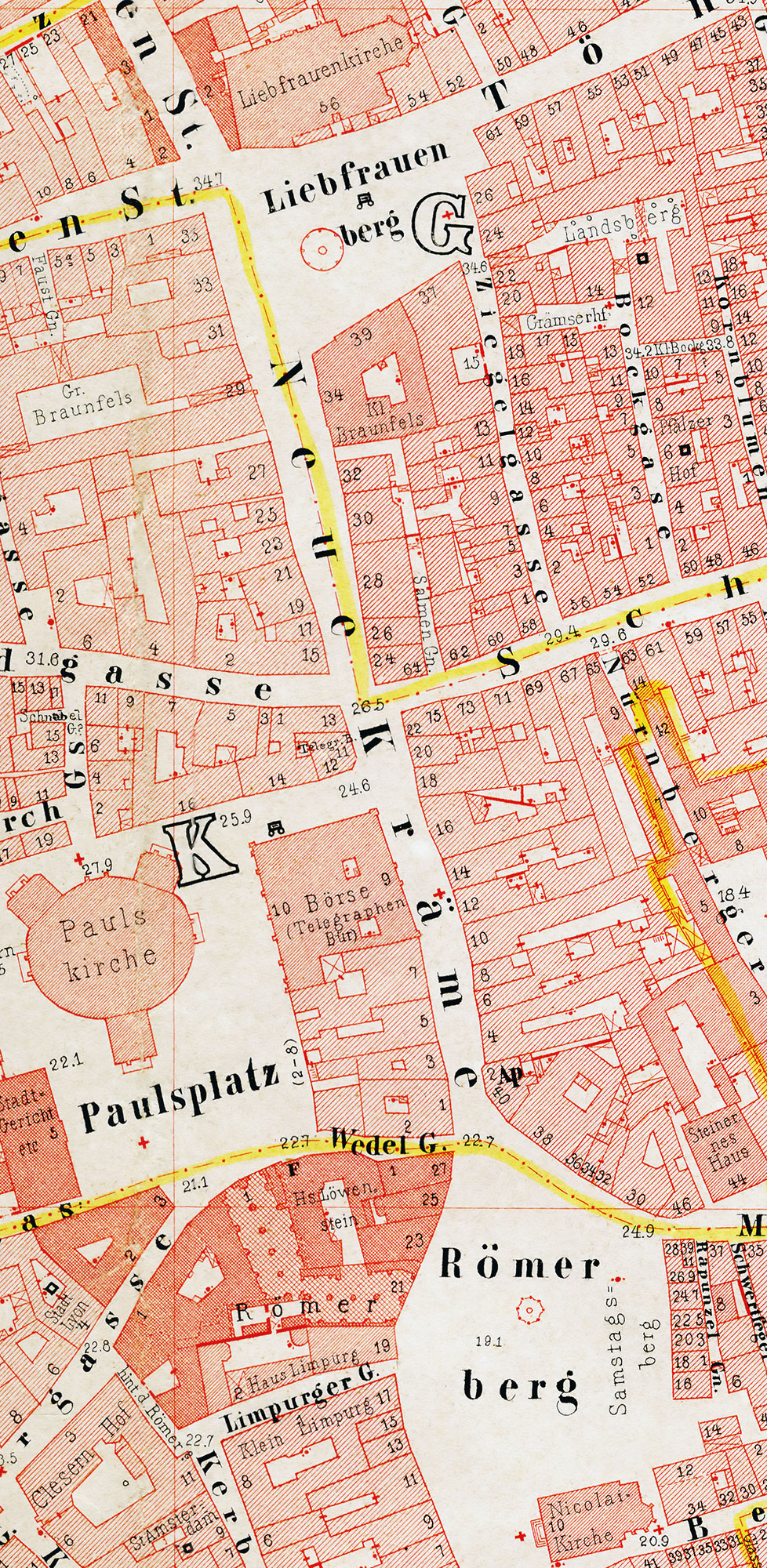
Die Neue Kräme, 1861

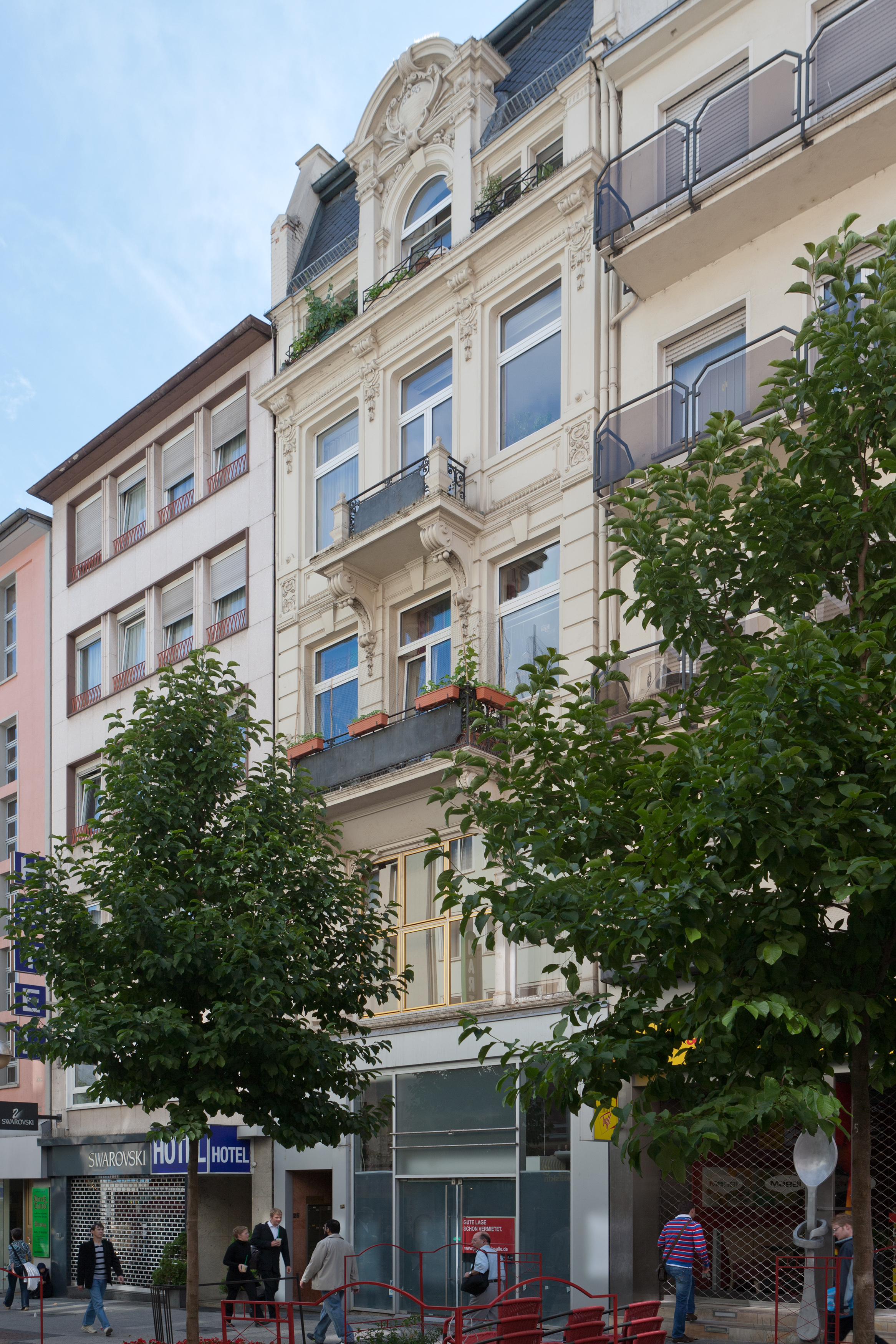
Haus Neue Kräme 25 – eines der wenigen gründerzeitlichen Häuser, die den Krieg fast unbeschadet überstanden haben

Der Name verweist darauf, dass die Straße als Marktplatz genutzt wurde. Während der mittelalterlichen Messen wurden hier Geschirre und Gläser angeboten. Die gotischen Hallen im Erdgeschoss des Römers dienten als zentrale Messehalle, der nahegelegene Nürnberger Hof und das Steinerne Haus neben anderen als Quartier der Kaufleute.
Im 19. und 20. Jahrhundert veränderte sich die städtebauliche Umgebung ganz erheblich. Zunächst entstand westlich der Straße anstelle der alten Barfüßerkirche und eines Friedhofs die Paulskirche (1833 vollendet) und ein (für damalige Verhältnisse) großer, repräsentativer Stadtplatz, der Paulsplatz. Zwischen Paulsplatz und Neuer Kräme wurde ein weiteres bedeutendes Gebäude errichtet, die Börse.
In den Jahren 1904 bis 1906 wurde von Osten nach Westen ein weiterer Straßendurchbruch, die Braubachstraße, durch die Altstadt gelegt, um sie mit neuzeitlichen Verkehrsmitteln (etwa der Elektrischen Straßenbahn) zu erschließen. Die bisher zum Paulsplatz führende kleine Wedelgasse verschwand, und anstelle der markanten trichterförmigen Mündung in den Römerberg trat nun die Überquerung einer breiten Straße. Neben dem geschlossenen Straßenbild fiel auch der größte Teil des Nürnberger Hofs der neuen Straße zum Opfer, diese selbst wurde jedoch mit prächtigen Geschäftshäusern und den Erweiterungsbauten des Rathauses zu einem der größten Bauvorhaben dieser Jahre.
Am 22. März 1944 vernichtete ein alliierter Luftangriff die Altstadt nahezu restlos. In der Neuen Kräme überstanden jedoch einige massivere Geschäftshäuser aus der Gründerzeit die Zerstörungen. Nach Kriegsende plante die Stadtverwaltung einen Wiederaufbau nach den Prinzipien der städtebaulichen Moderne. Eine weitere Verkehrsschneise wurde nördlich parallel zur ersten angelegt. Anders als die Braubachstraße dient die anstelle der engen Schnurgasse entstandene, vierspurige Berliner Straße vor allem dem Autoverkehr. Sie führt nördlich an der Paulskirche vorbei und „bereichert“ den Weg vom Liebfrauen- zum Römerberg um eine weitere Straßenüberquerung. Der zerstörte Straßenblock zwischen Paulsplatz und Neuer Kräme, Standort der Alten Börse, wurde nicht wiedererrichtet, sodass die Neue Kräme heute die Ostseite des vergrößerten Paulsplatzes bildet.
Die Neue Kräme ist seit 1968 eine Fußgängerzone und eine wichtige Einkaufsstraße mit einigen stadtbekannten Fachgeschäften. Im Gegensatz zu anderen Frankfurter Einkaufsstraßen ist der Anteil von Filialisten sehr gering. Der Abschnitt am Paulsplatz wird im Sommer von mehreren Straßencafés genutzt. Im Winter zieht sich der Frankfurter Weihnachtsmarkt über die gesamte Länge der Straße vom Römerberg über den Paulsplatz bis zum Liebfrauenberg. Als Verbindung zwischen dem Schnellbahnknoten an der Hauptwache und den touristischen Attraktionen der Altstadt spielt die Neue Kräme heute auch für den innerstädtischen Fußgängerverkehr eine große Rolle.
- Siehe auch: Skizze zur Lage der beiden Straßendurchbrüche im Artikel Nürnberger Hof.